# Tersomius
Il tersomio (gen. Tersomius) è un anfibio estinto, appartenente ai temnospondili. Visse nel Permiano inferiore (circa 290 - 275 milioni di anni fa) e i suoi resti fossili sono stati ritrovati in Nordamerica.

## Descrizione
Tersomius era un piccolo animale, non più lungo di 20 centimetri, e possedeva un grande testa tondeggiante. L'aspetto era molto simile a quello di altri anfibi ben noti come Doleserpeton e Amphibamus, ma se ne differenziava per alcune caratteristiche craniche. Vi erano infatti delle proiezioni ossee simili a coppe posizionate nella zona delle palpebre, probabilmente a scopo protettivo, che conferivano all'animale un aspetto "da insetto". Come molte altre forme simili, Tersomius era dotato di una grande incisura otica, che fa supporre la presenza di un'ampia membrana timpanica. Tra le mandibole erano presenti piastre ossee irregolari.

## Classificazione
Tersomius è stato descritto per la prima volta da E. C. Case nel 1910, sulla base di fossili ritrovati nella formazione Petrolia di Baylor County (in Texas) in strati dell'Artinskiano (circa 290 - 279 milioni di anni fa). La specie tipo, Tersomius texensis, è nota anche in strati più recenti dell'Oklahoma (Hennessey Formation, Kunguriano, circa 275 milioni di anni fa). Un'altra specie (T. mosesi), descritta da E. C. Olson nel 1970, è stata ritrovata anch'essa nel Kunguriano dell'Oklahoma. Sempre dall'Oklahoma proviene T. dolesensis, descritta nel 2013. 
Tersomius è considerato un tipico rappresentante dei dissorofoidi, un gruppo di anfibi caratteristici del Carbonifero e del Permiano che svilupparono molteplici adattamenti e si diversificarono notevolmente. Tersomius, in particolare, è classicamente ritenuto un membro della famiglia degli anfibamidi, o forse uno stretto parente di Doleserpeton. Ricerche più recenti hanno indicato invece un'appartenenza alla famiglia Micropholidae, sempre nell'ambito dei dissorofoidi.

## Paleobiologia
La presenza di una grande incisura otica nella parte posteriore del cranio di Tersomius indica che vi era una membrana timpanica notevole, adatta alla percezione di vibrazioni aeree. Tersomius era probabilmente un animale primariamente terrestre, anche se il gran numero di esemplari conservatisi in siti dell'Oklahoma fa supporre che vivesse anche in prossimità dell'acqua.